# Chilodera
Chilodera is een monotypisch geslacht van kevers uit de familie van de kortschildkevers (Staphylinidae).

## Soort
- Chilodera falklandica Cameron, 1944